# Малки Свети Безсребреници
„Малки Свети Безсребреници“ (гръцки: Μικροί Άγιοι Ανάργυροι) е възрожденска православна църква в южномакедонския град Бер (Верия), Егейска Македония, Гърция. Храмът е част от енория „Св. св. Петър и Павел“.

## История
Църквата е издигната в началото на XVIII век. В архитектурно отношение е еднокорабен храм с притвор. Притежава изключително изящни стенописи, изписани в 1706 година според запазения ктиторски надпис.